# Kaloň zlatotýlý
Kaloň zlatotýlý (Pteropus conspicillatus) je ohrožený druh kaloně, který žije v deštných pralesích severovýchodního Queenslandu (Austrálie), pobřežních oblastech Nové Guineje a přilehlých ostrovech jako jsou Woodlark, Alcester, Kiriwina a Halmahera. Živí se ovocem a květy. Samice kaloně zlatotýlého mívá jedno mládě ročně. 

## Systematika
Druh popsal anglický zoolog John Gould v roce 1850. Rozeznávají se 2 poddruhy:
- P. c. conspicillatus – rozšířen v Austrálii a jihovýchodní Nové Guineji;
- P. c. chrysauchen – severozápadní Nová Guinea a okolní ostrovy.

## Popis

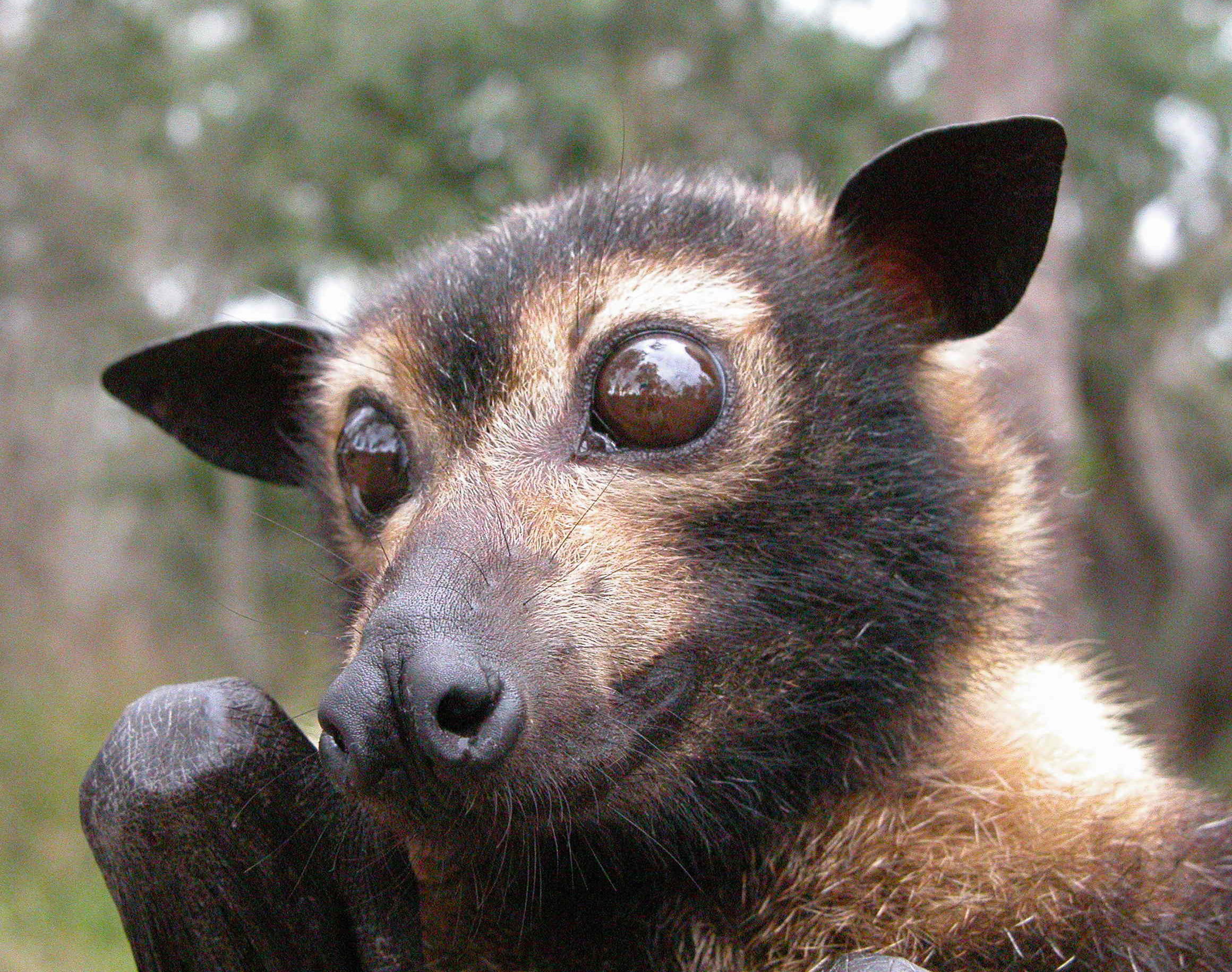
Hlava kaloně připomíná lišku

Délka těla dosahuje 220–340 mm, předloktí se pohybuje mezi 155–175 mm. Váha se pohybuje v rozmezí 350–600 g. Většina srsti je černá. Výrazným identifikačním znakem druhu je slámově zbarvená srst kolem očí a čumáku. Kolem krku se táhne nažloutlý límec. Oči jsou velké a výraz obličeje připomíná kočku. Ocas chybí. První a druhý prst horních končetin mají drápy a dlouhé drápy má všech pět prstů dolních končetin.

## Výskyt
Vyskytuje se v Austrálii (pobřežní oblasti severovýchodního Queenslandu), na Nové Guineji (pobřežní oblasti na indonéské i papuoguinejské straně) i přilehlých ostrovech jako jsou Moluky, Salawati, Waigeo, Biak nebo Yapen. Habitat druhu tvoří hlavně nížinaté deštné pralesy podél oceánského pobřeží. V Indonésii a Papui Nové Guineji se vyskytuje nejčastěji do 200 m n. m., v Austrálii typicky do 750 m n. m. Vzácně byl pozorován i výše. V Austrálii se přitom jedná o jediného zástupce rodu Pteropus specializujícího se na žití v deštných pralesích.

## Biologie
Druh je úzce spojován s deštnými pralesy. I když se občas vyskytuje i mimo ně, nikdy to není více než několik kilometrů daleko. Utváří početné kolonie / hřadoviště v korunách stromů, které mohou zahrnovat i několik tisíc jedinců. Jedná se o nočního živočicha, co přes den spí zavěšený hlavou dolů na větvi a v noci se rozlétá za potravou. K navigaci mu slouží zrak, který má díky velkým očím vynikající. Vyhýbá se létání v úplné tmě.

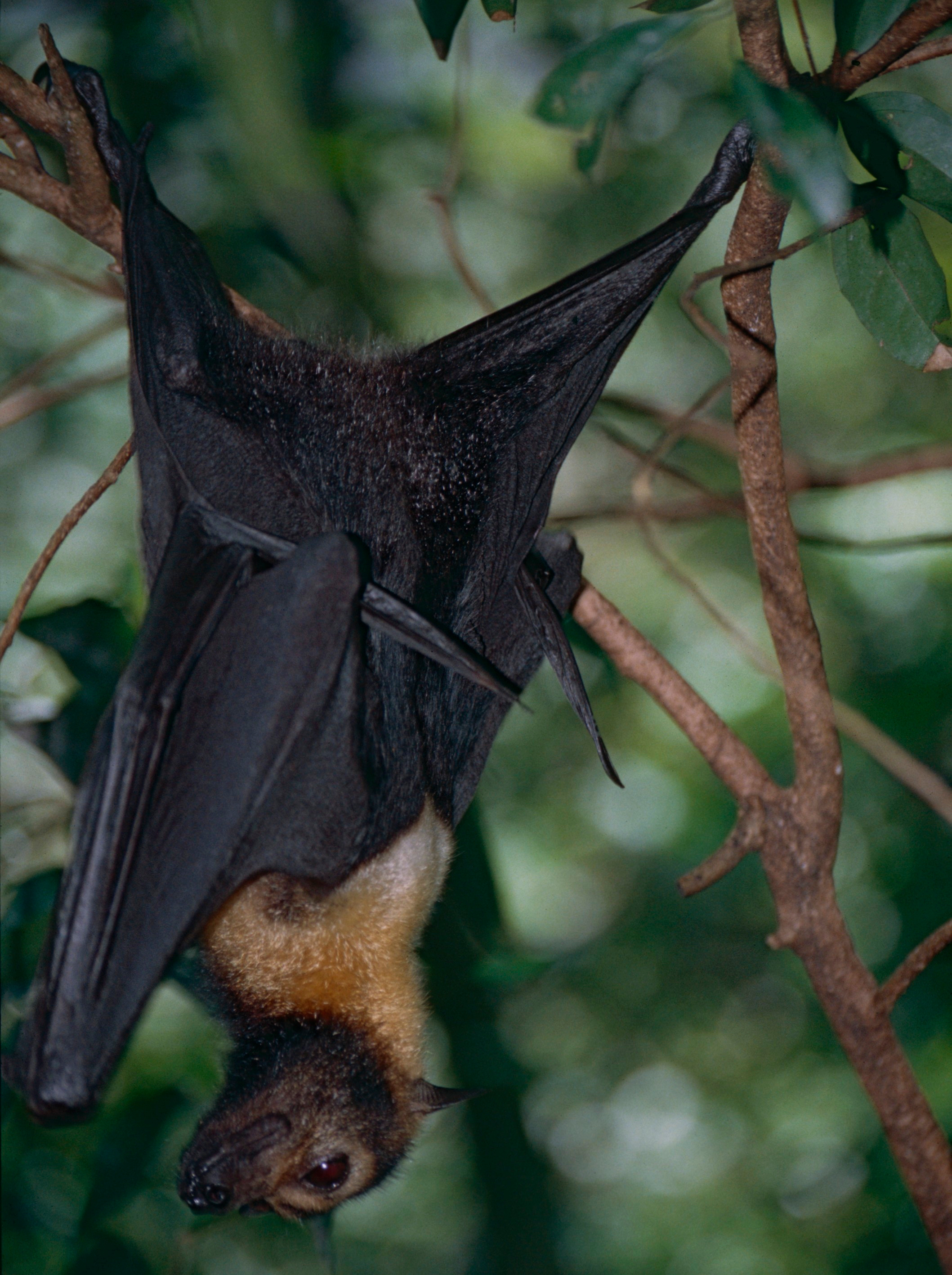
Kaloň zlatotýlý

### Potrava
Živí se ovocem a květy. S oblibou se přitom krmí i na komerčně pěstovaných plodinách (v Austrálii to je např. liči, rambutan nebo logan), což ho dostává do konfliktu s farmáři. Na krmištích je vysoce teritoriální; na jednom stromě se typicky nekrmí více než dva kaloni zlatotýlí. Proti vetřelcům téhož druhů svůj strom hlasitě brání skřeky nebo i pleskáním křídly o tělo. Samci si svá krmná teritoria s oblibou označují sekretem vylučovaným z žláz na krku a ze stopořeného penisu. Sekret má červenou barvu, což někdy zbarvuje krky kaloňů do červena.

### Rozmnožování
Doba rozmnožování nastává mezi lednem a červnem, vrcholná doba kopulací se odehrává v dubnu a květnu. Samice rodí vždy jen jedno mládě mezi říjnem a prosincem, které první týden až dva nosí všude s sebou, načež bývá ponecháváno na stromových hřadovištích spolu s dalšími mláďaty. Tato hřadoviště mláďat mohou být vzdálena i kilometry daleko od hradovišť dospělců. Pohlavně dospívá ve 2 letech.

## Ohrožení
Mezinárodní svaz ochrany přírody (IUCN) hodnotí kaloně zlatotýlého jako ohrožený druh. Za klíčové hrozby druhu IUCN považuje ztrátu habitatu, lov, úhyn po zásahu elektrickým proudem, odstřel a klíšťovou paralýzu. Možnou hrozbu do budoucna představují i některé rzi (Austropuccinia psidii) nebo invazivní druhy mravenců (Anoplolepis gracilipes). V Papui Nové Guineji i Indonésii jsou kaloni často loveni na maso nebo na prodej na místních trzích. V roce 2014 byla cena kaloně na trhu v Papui Nové Guineji 5 australských dolarů. Vzhledem k tomu, že kaloň zlatotýlý obývá nejčastěji nížinaté pobřežní oblasti, hlavně v Indonésii a Papui Nové Guineji se jedná o místa rapidní výstavby, čímž se kaloni dostávají do konfliktu s lidmi.
V Queenslandu byl v roce 2012 po čtyřletém zákazu obnoven početně omezený odstřel kaloňů, kteří způsobují škody na zemědělských produktech. V roce 2019 australská vláda oznámila, že status ohrožení kaloně zlatotýlého se v rámci Austrálie mění za zranitelného na ohrožený druh. K tomu kroku se vláda odhodlala po vlně extrémních veder v letech 2018/2019, při kterých zahynulo nejméně 20 000 kaloňů zlatotýlých, což představuje zhruba třetinu australské populace.

## Galerie

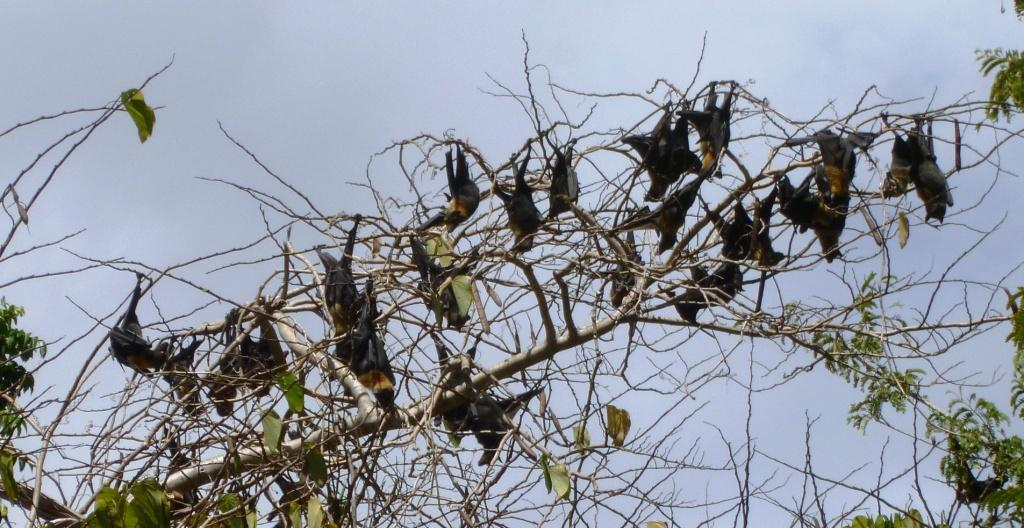
Kolonie hřadujících kaloňů zlatotýlých
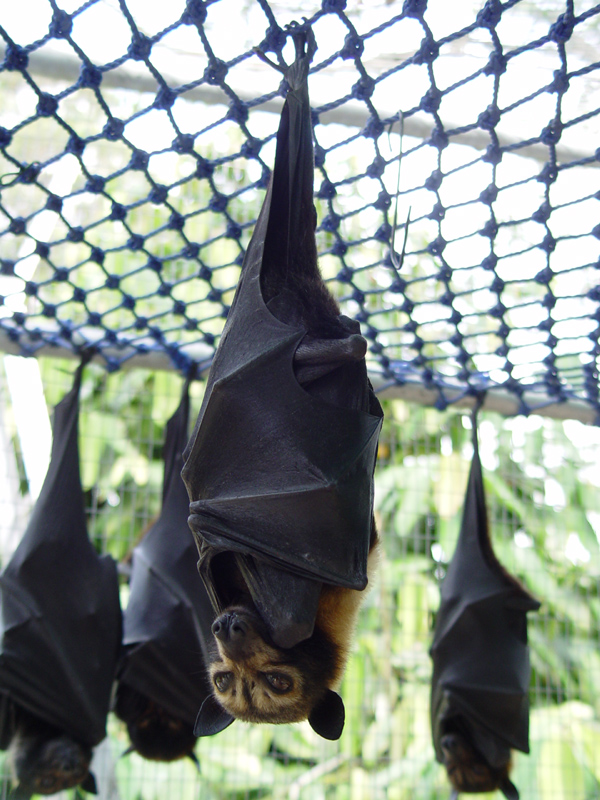
Zavěšení kaloni
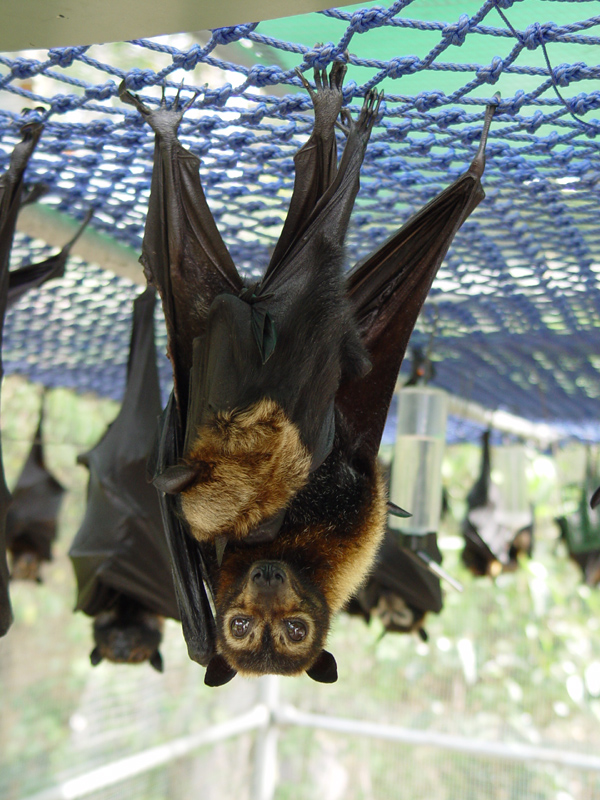
Samice s mládětem
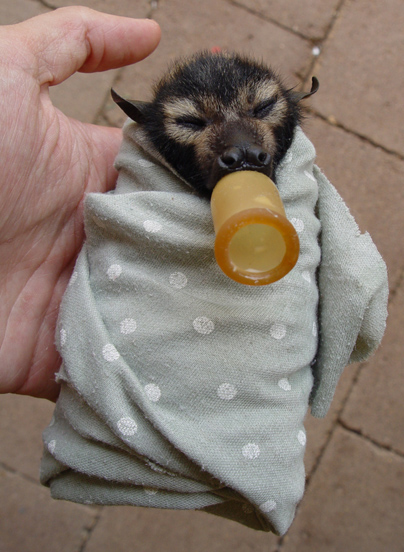
Mládě kaloně zlatotýlého
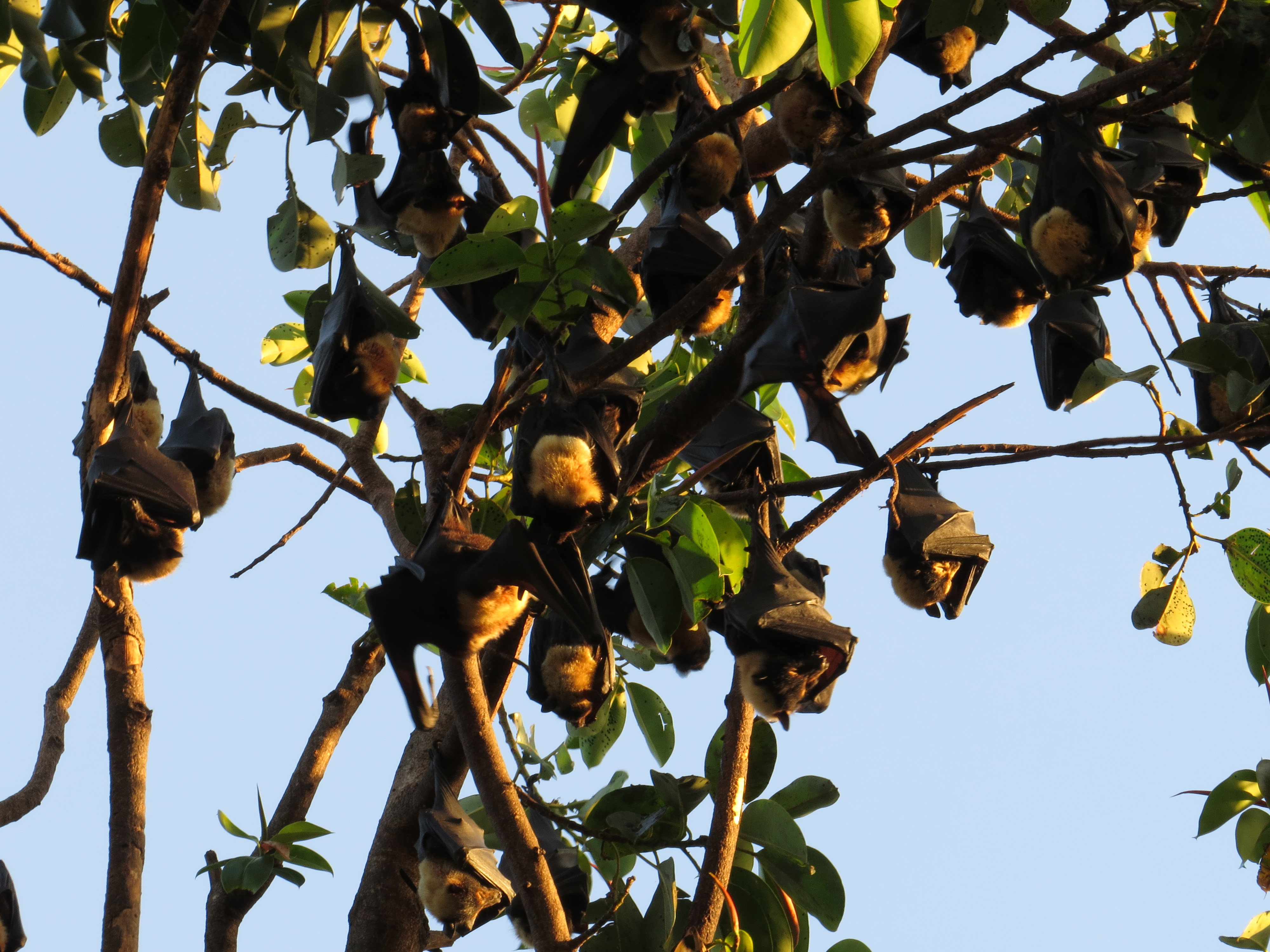
Bližší pohled na kolonii